# 零点振動
零点振動（れいてんしんどう、ゼロ点振動とも言う、Zero-point motion）は、原子が極限までエネルギーを失ったとしても、不確定性原理のために静止せずに振動していること。標準圧力下において、ヘリウムが絶対零度近傍でも固化しないのは、この零点振動が原因である。固体では格子振動が起こっている。